# بهناور
بهناور هي قرية في مقاطعة جلفا، إيران. عدد سكان هذه القرية هو 118 في سنة 2006.